# Xenocongridae
Xenocongridae é uma família de peixes actinopterígeos pertencentes à ordem Anguilliformes, subordem Anguilloidei.